# Epioblasma
Epioblasma é um género de bivalve da família Unionidae.
Este género contém as seguintes espécies:
- Epioblasma arcaeformis
- Epioblasma biemarginata
- Epioblasma brevidens
- Epioblasma capsaeformis
- Epioblasma flexuosa
- Epioblasma haysiana
- Epioblasma lenior
- Epioblasma lewisii
- Epioblasma metastriata
- Epioblasma othcaloogensis
- Epioblasma penita
- Epioblasma personata
- Epioblasma propinqua
- Epioblasma sampsonii
- Epioblasma stewardsonii
- Epioblasma turgidula
- Northern riffleshell